# Torfbahn Kerschenez
| Torfbahn Kerschenez                     | Torfbahn Kerschenez |
| --------------------------------------- | ------------------- |
| Entladestelle an der Torfbrikettfabrik  |                     |
| Streckenverlauf der Torfbahn Kerschenez |                     |
| Streckenlänge:                          | 14 km               |
| Spurweite:                              | 750 mm (Schmalspur) |
|                                         |                     |

Die Torfbahn Kerschenez (russisch Узкоколейная железная дорога Керженского торфопредприятия, transkr. Uskokoleinaja schelesnaja doroga Kerschenskowo torfopredpijatija, transl. Uzkokolejnaâ železnaâ doroga Kerženskogo torfopredpriâtiâ) ist eine Schmalspurbahn in der Nähe von Bor in der Oblast Nischni Nowgorod in Russland.

## Geschichte
Die 14 km lange Torfeisenbahn wurde 1945 in Betrieb genommen. Die Schmalspurbahn hat eine Spurweite von 750 mm und wird auch heute noch ganzjährig von ОАО «Борресурсы» für den Torftransport und die Beförderung von Arbeitern genutzt. Die Strecke verläuft vom Nordende von Kerschenez nach Norden in die Torffelder.
Bis 1997 war die Endstation der Eisenbahn in der Siedlung Pionerski am Fluss Kerschenez. Dort wurde 2002 die Torfbrikettfabrik «Bor Torf» (russ. ЗАО «Борская торфяная компания») errichtet, die 2004 in Betrieb genommen wurde.

## Schienenfahrzeuge

### Lokomotiven und Draisinen
- Diesellok der SŽD-Baureihe ТУ8 – № 0307
- Draisine der Baureihe ESU2A – № 925

### Weitere Fahrzeuge
Als weitere Fahrzeuge stehen Torfloren sowie mehrere offene Güterwagen, Kesselwagen, eine Schneeschleuder, ein Kranwagen zur Verfügung.

## Gleise, Loren und Gebäude

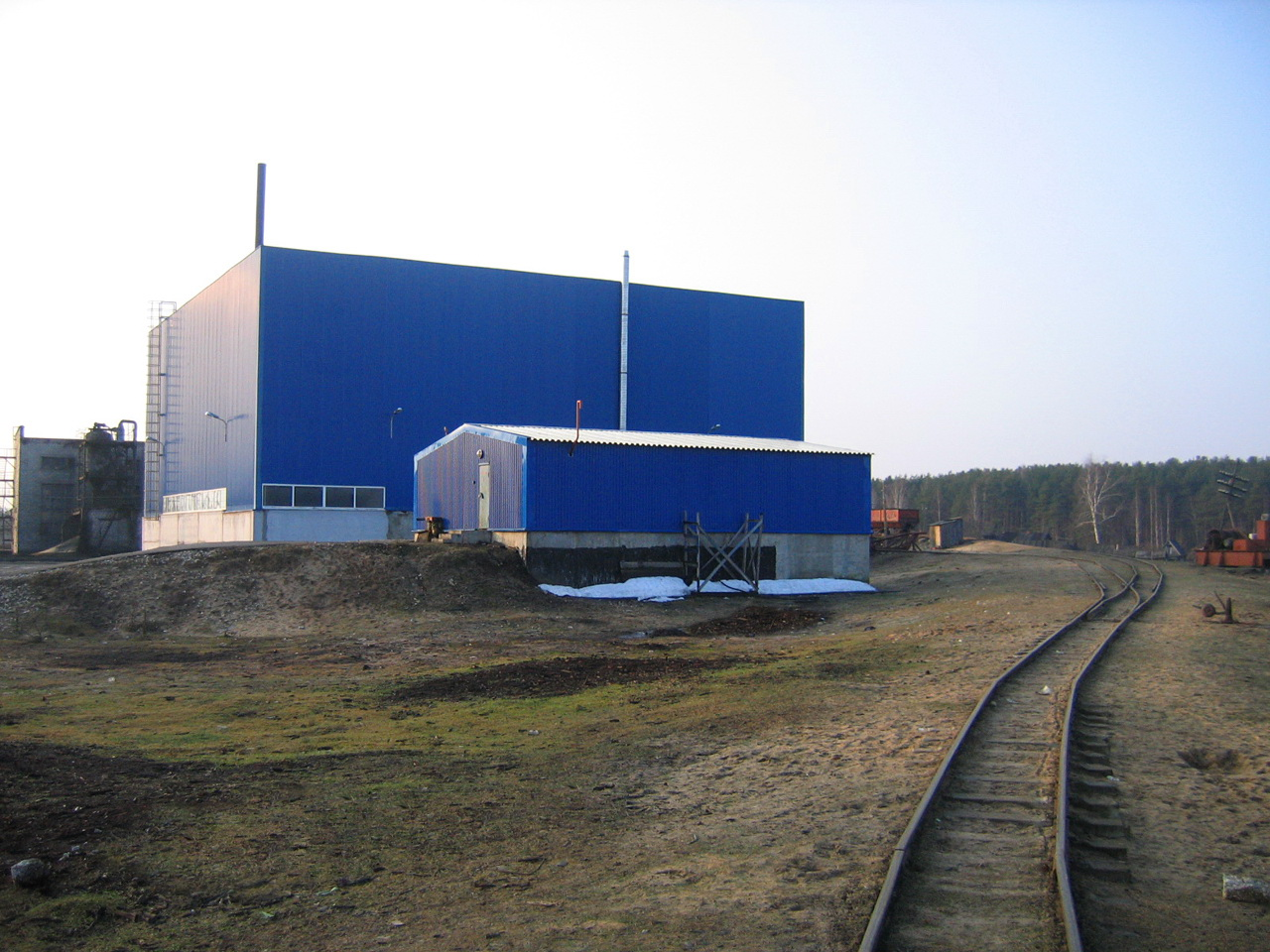
Torfbriquettfabrik
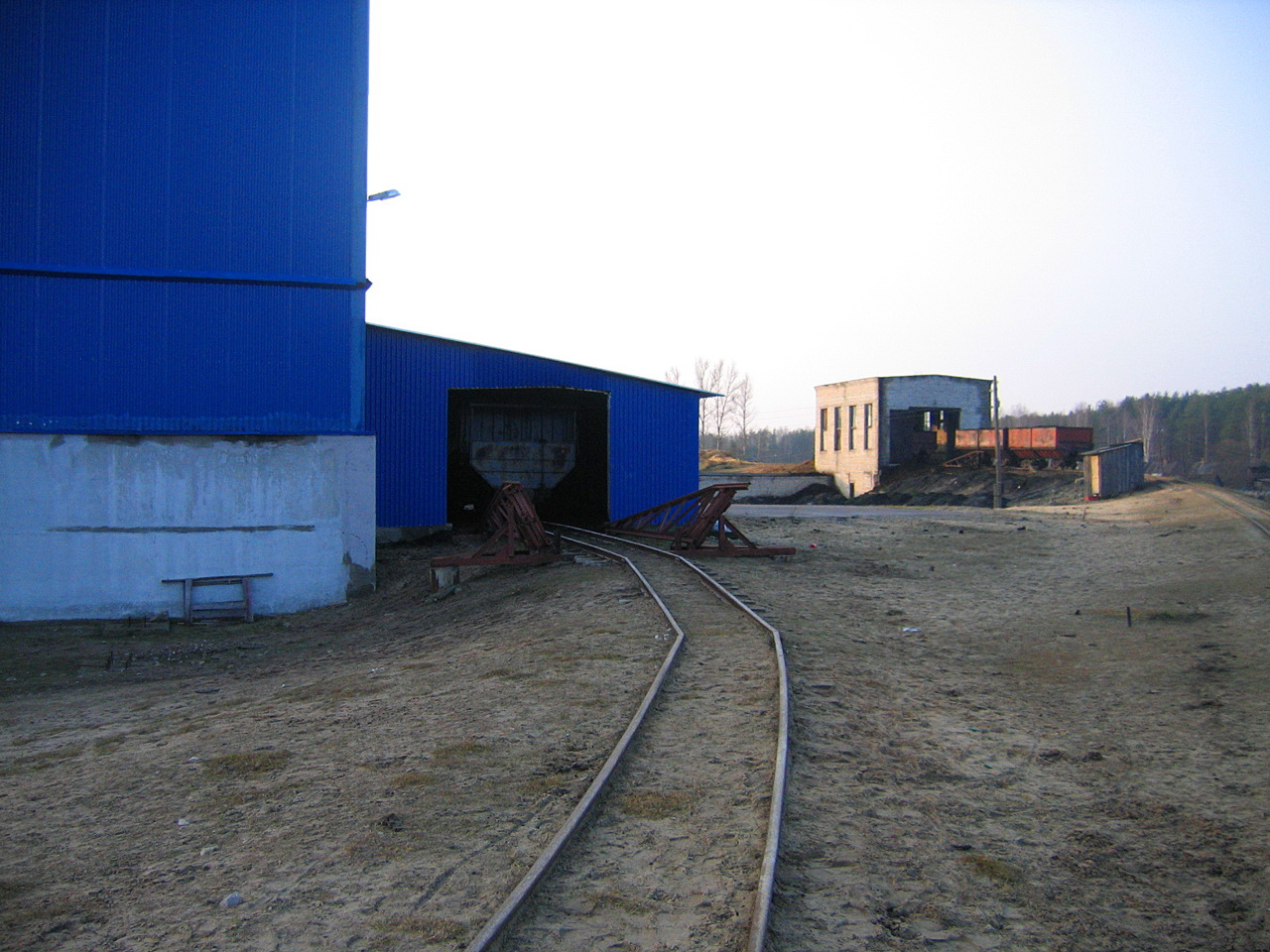
Torfbriquettfabrik
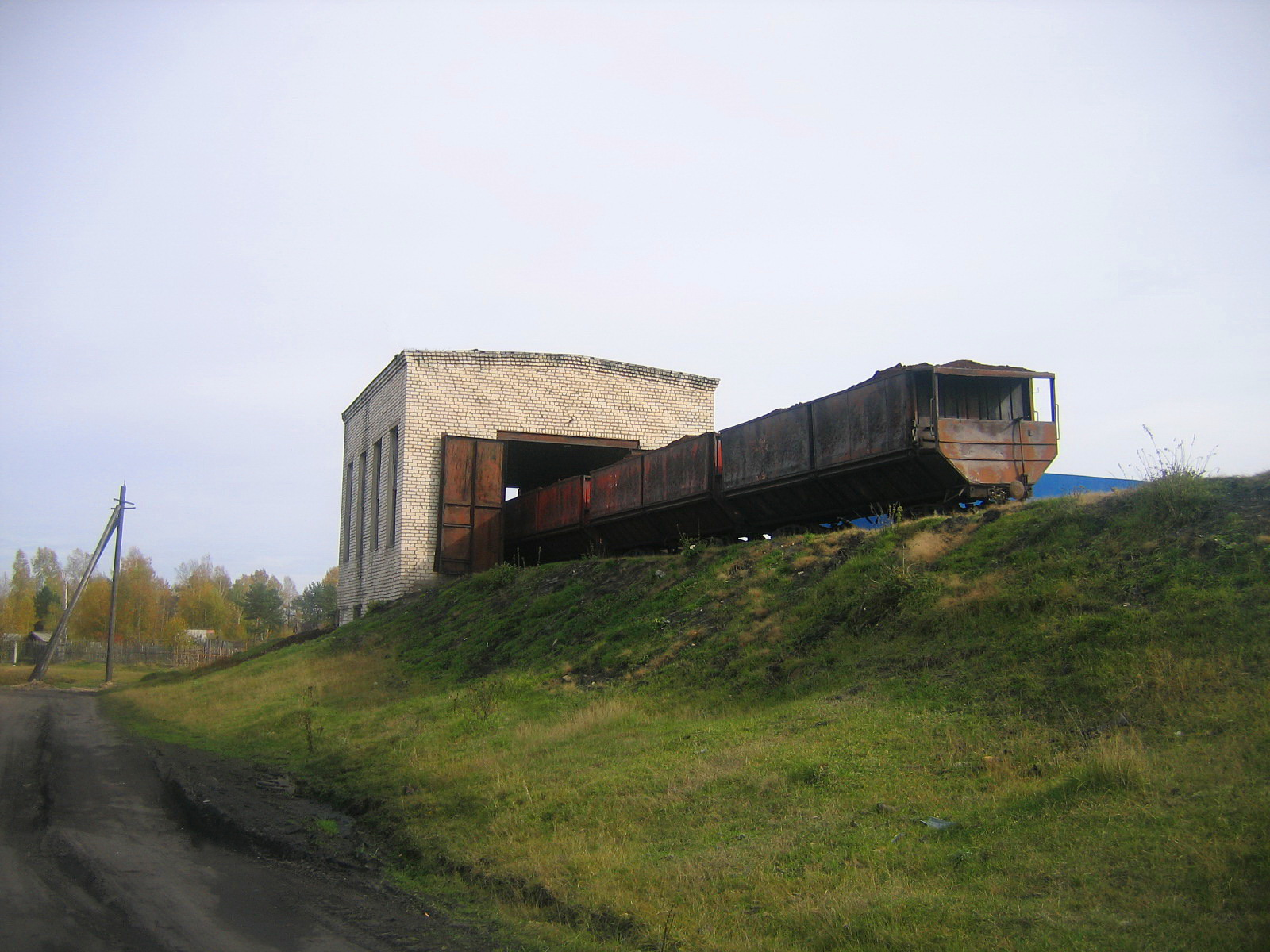
Torfloren

## Weitere Schmalspurbahnen
Von der Vielzahl von Schmalspurbahnen, die ab den 1930er-Jahren überwiegend für den Abtransport von Holz und Torf errichtet wurden und größtenteils noch in den 1980er-Jahren in Betrieb waren, ist heute (Stand 2016) in der Oblast Nischni Nowgorod nur noch eine weitere Torfbahn erhalten, die Torfbahn Alzewo. Außerdem gibt es noch einige Werksbahnen, so bei der chemischen Fabrik Kaprolaktam in Dserschinsk und beim Gipswerk Peschelan bei Arsamas.